# Балка Степова
Балка Степова, Степна — балка (річка) в Україні у Барвінківській міській громаді Ізюмського району Харківської області. Права притока річки Береки (басейн Сіверського Дінця).

## Опис
Довжина балки приблизно 16,78 км, найкоротша відстань між витоком і гирлом — 13,87 км, коефіцієнт звивистості річки — 1,21. Формується декількома балками та загатами. На деяких ділянках балка пересихає.

## Розташування
Бере початок на південному заході від села Червона Поляна. Тече переважно на північний захід через село Степок і на північно-східній стороні від села Червоний Лиман впадає у річку Береку, праву притоку річки Сіверського Дінця.

## Притоки
- Балка Хуторянська - права притока. Бере початок у селі Червона Поляна. Тече переважно на північний захід через село Ставкова Балка і впадає в Степову Балку на північно-західній його околиці.[4]
- Балка Ясенова - ліва притока, бере початок у селі Іванівка, тече переважно на північ і впадає у Степову балку на північному заході від села Ставкова балка[5]
  - Балка Крутенька — ліва притока балки Ясенової, бере початок на північно-західній околиці села Іванівка.[6]

## Цікаві факти
- У селі Степок балку перетинає автошлях Р79[3] (регіональний автомобільний шлях в Україні, E105 М18 — Сахновщина — Ізюм — Борова — Куп'янськ — Дворічна — Піски. Проходить територією Берестинського, Лозівського, Ізюмського, Куп'янського районів Харківської області.).
- У XX столітті на балці існували молочно-тваринна ферма (МТФ), газгольдери та газові свердловини[2], а у XIX столітті — декілька вітряних млинів[1].